# ジャパンクラフトホールディングス
ジャパンクラフトホールディングス株式会社（英: JAPAN CRAFT HOLDINGS CO., LTD.）は、愛知県名古屋市名東区に本社を置き、藤久株式会社などを傘下に有する持株会社。

## 沿革
- 2022年（令和4年）
  - 1月4日 - 藤久株式会社の単独株式移転により藤久ホールディングス株式会社を設立[1]。東京証券取引所市場第一部及び名古屋証券取引所市場第一部に上場。
  - 7月1日 - 株式交換により株式会社日本ヴォーグ社を完全子会社化[2]。
  - 10月1日 - ジャパンクラフトホールディングス株式会社に商号変更[3]。
- 2023年（令和5年）
  - 10月20日 - 東京証券取引所における市場区分をスタンダード市場へ変更[4]。

## 事業

### 小売事業
- 藤久株式会社

手芸用品専門店「ハートクラフトトーカイ」の店舗、通販サイト「シュゲール」「手作りタウン」運営

### 出版・教育事業
- 株式会社日本ヴォーグ社